# Scaptodrosophila senufo
Scaptodrosophila senufo är en tvåvingeart som först beskrevs av Burla 1954.  Scaptodrosophila senufo ingår i släktet Scaptodrosophila och familjen daggflugor.
Artens utbredningsområde är Elfenbenskusten. Inga underarter finns listade i Catalogue of Life.